# Władimir Karłow
Władimir Aleksiejewicz Karłow (ros. Влади́мир Алексе́евич Ка́рлов, ur. 25 marca?/7 kwietnia 1914 w Pawłowsku, zm. 2 października 1994 w Moskwie) – radziecki polityk, członek KC KPZR (1976–1989), Bohater Pracy Socjalistycznej (1984).

## Życiorys
W 1933 ukończył studia w Instytucie Zootechnicznym w Woroneżu, od 1940 członek WKP(b). W latach 1933–1936 i ponownie 1937–1941 pracował w Obwodowym Wydziale Rolniczym w Stalingradzie, a 1941–1948 w Komitecie Obwodowym WKP(b) w Stalingradzie. W latach 1936–1937 służył w Armii Czerwonej, 1939–1940 był sekretarzem rejonowego komitetu Komsomołu w Stalingradzie. Od sierpnia 1948 do maja 1949 instruktor Wydziału Gospodarki Rolnej KC WKP(b), 1949-1951 sekretarz Komitetu Obwodowego WKP(b) w Stalingradzie, od 1951 do czerwca 1953 II sekretarz Komitetu Obwodowego WKP(b)/KPZR w Stalingradzie, od czerwca 1953 do stycznia 1954 szef Obwodowego Zarządu Gospodarki Rolnej w Stalingradzie. Od stycznia do września 1954 II sekretarz Komitetu Obwodowego KPZR w Bałaszowie, od września 1954 do stycznia 1959 zastępca kierownika Wydziału Rolnego KC KPZR w Rosyjskiej FSRR, od 24 stycznia 1959 do 27 września 1960 I sekretarz Komitetu Obwodowego KPZR w Kalininie. Od września 1960 do marca 1962 kierownik Wydziału Rolnego KC KPZR, od 31 października 1961 do 26 października 1976 zastępca członka, a od 26 października 1976 do 25 kwietnia 1989 członek KC KPZR. Od marca do sierpnia 1962 inspektor KC KPZR, od 2 sierpnia 1962 do 3 marca 1965 II sekretarz KC Komunistycznej Partii Uzbekistanu, od lutego 1965 do 8 kwietnia 1966 członek Biura KC ds. Rosyjskiej FSRR, od maja 1966 do maja 1976 zastępca kierownika, a od maja 1976 do października 1986 kierownik Wydziału Rolnego KC KPZR. Następnie na emeryturze. Deputowany do Rady Związku Rady Najwyższej ZSRR od 6 do 11 kadencji (1962–1989). Pochowany na Cmentarzu Trojekurowskim w Moskwie.

## Odznaczenia
- Medal Sierp i Młot Bohatera Pracy Socjalistycznej (14 marca 1984)
- Order Lenina (dwukrotnie – 14 marca 1974 i 14 marca 1984)
- Order Rewolucji Październikowej (26 sierpnia 1971)
- Order Czerwonego Sztandaru Pracy (pięciokrotnie – 19 września 1952, 11 stycznia 1957, 17 marca 1964, 1 marca 1965 i 13 kwietnia 1981)

i medale.